# Eyesight to the Blind
«Eyesight to the Blind» es una canción blues originalmente compuesta y grabada por Sonny Boy Williamson II, y posteriormente versionada por otros artistas como The Who.

## Versión de Sonny Boy Williamson
La canción fue grabada por Sonny Boy Williamson en 1951 como su primer sencillo publicado para Trumpet Records. Tres versiones de la canción fueron publicadas como sencillos de 78 rpm: la primera incluyó a Williamson cantando y tocando la armónica, con la colaboración de Willie Love (piano), Joe Willie Wilkins (guitarra), Elmore James (guitarra) y Joe Dyson (batería). La segunda y la tercera versión incluyó a Henry Reed (contrabajo) y a Joe Dyson.
En 1957, Williamson volvió a grabar la canción para Checker Records, con Otis Spann (piano), Robert Lockwood (guitarra), Luther Tucker (guitarra), Willie Dixon (bajo) y Fred Below (batería), bajo el título de «Born Blind'».

## Otras versiones
Como clásico del blues, la canción fue versionada en varias ocasiones. La más exitosa fue realizada por The Larks, originalmente un grupo vocal que derivó en una banda de gospel, The Selah Jubilee Singers. La grabación del grupo, con voz y guitarra de Allen Bunn, quien posteriormente trabajó en solitario bajo el nombre de Tarheel Slim, alcanzó el puesto cinco en la lista de R&B de Billboard en julio de 1951.
Mose Allison publicó la canción en Seventh Son, mientras que el guitarrista Mike Bloomfield la grabó en I'm with You Always.
La canción también fue incluida en la primera ópera rock de The Who, Tommy, con el nombre de «Eyesight to the Blind (The Hawker)». En la versión cinematográfica de Tommy, estrenada en 1975, la canción fue interpretada por Eric Clapton y Arthur Brown. Es la única canción de Tommy no escrita por un miembro de The Who.
«Eyesight to the Blind» también fue versionada en los siguientes álbumes:
- Jack-Knife - I Wish You Would (1979)
- Aerosmith - Honkin' On Bobo (2004)
- Gary Moore - Close As You Get (2007)
- Eric Clapton - Crossroads 2: Live in the Seventies
- The Smithereens - The Smithereens Play Tommy (2009)